# NGC 7496
NGC 7496 је спирална галаксија у сазвежђу Ждрал која се налази на NGC листи објеката дубоког неба.
Деклинација објекта је - 43° 25' 39" а ректасцензија 23h 9m 46,9s. Привидна величина (магнитуда) објекта NGC 7496 износи 11,1 а фотографска магнитуда 11,9. Налази се на удаљености од 20,1000 милиона парсека од Сунца. NGC 7496 је још познат и под ознакама ESO 291-1, MCG -7-47-20, VV 771, IRAS 23069-4341, PGC 70588.